# Cratere Warner
Warner è un cratere lunare intitolato all'ingegnere statunitense Worcester Reed Warner; è situato nella parte meridionale del Mare Smythii vicino al limite est della faccia visibile della Luna. Il cratere, pertanto, risulta talvolta visibile dalla Terra, e talvolta no, a causa del fenomeno di librazione. Nei pressi di Warner si trovano i crateri: Runge (a nord-ovest), Widmannstätten (a sud-ovest), Kao ed Helmert (entrambi a sud).
Il cratere, quasi del tutto sommerso dalle colate di lava, ha una forma quasi circolare, essendovi zone ribassate lungo la faccia nord e lungo quella sud. Il fondo appare simile a quello del mare lunare, ed è appena violato da piccoli crateri: vi è un solo cratere leggermente più grande, situato lungo la parte esterna del bordo di sud-ovest.